# Dénes Törzs
Dénes Törzs ['deːnɛʃ tœrʒ] (* 24. September 1934 in Košice, Tschechoslowakei) ist ein deutscher Schauspieler, Programmsprecher, Synchronsprecher und Moderator.

## Leben
Dénes Törzs kam 1944 mit seiner Mutter aus dem damals zu Ungarn gehörenden Teil der Slowakei nach Deutschland. Nach dem Abitur besuchte er die Schauspielschule in Düsseldorf, die er 1960 verließ. Über Engagements am Westfälischen Landestheater Castrop-Rauxel (WLT) und dem Schlosstheater Celle kam er nach Hamburg. Törzs arbeitete u. a. als Fischlaster-Fahrer im Hamburger Hafen. Zu dieser Zeit spielte er kleinere Film- und Fernsehrollen und synchronisierte pornographische Filme.
1968 wurde der Wahlhamburger freier Mitarbeiter beim Norddeutschen Rundfunk (NDR). Anfangs arbeitete er als Sprecher und Moderator beim NDR-Hörfunk. Seinen ersten Bildschirm-Auftritt hatte er im Jahr 1977 im Nachmittagsprogramm.
Von 1977 bis zum 31. Dezember 2004 führte der gelernte Schauspieler und Theaterdramaturg durch das Programm des NDR Fernsehens und wurde neben den Ansagerinnen Hanni Vanhaiden, Ulla Zitelmann und Heidrun von Goessel eines der bekanntesten Fernsehgesichter in Norddeutschland. Besonders bekannt ist seine Begleitung des Jahreswechsels, insbesondere der zu Silvester ausgestrahlten Sendung Dinner for One. Mit seiner Anmoderation dieser Sendung endete 2004 auch die Ära der Fernsehansager des öffentlich-rechtlichen Rundfunks, deren Auftritte seit den 1990er Jahren sukzessive reduziert worden waren.
Als Moderator der Musiksendung Wünsch Dir was stellte Törzs an der Seite von ORB-Moderatorin Dagmar Frederic von 1991 bis 2001 regionale Sehenswürdigkeiten und besondere Menschen vor und erfüllte deren Musikwünsche.
Neben seiner Moderationstätigkeit und Arbeit als Off-Sprecher von ARD und NDR spielte er in zahlreichen Serien- und Filmproduktionen mit, unter anderem in Timm Thaler, Schwarz Rot Gold (als Staatsanwalt Böhme) und als Gast in der Krimi-Fernsehserie Tatort. Vereinzelt trat er auch als Synchronsprecher für ausländische Fernsehproduktionen auf, so beispielsweise in einigen Folgen der US-amerikanischen Fernsehserie Miami Vice.
Susanne Gliffe porträtierte Törzs in dem Filmporträt Angesagt – Dénes Törzs. In dem Porträt erzählt Dénes Törzs aus seinem Leben, und Kollegen schildern ihre Zusammenarbeit mit ihm.
Der Radfahrer und Hobby-Fotograf hat mit seiner Ehefrau Betty zwei Söhne, den Schauspieler Gregor Törzs (Alles Bob!, 1999) und den Kameramann Alexander Törzs, sowie vier Enkelkinder.
Im Jahr 2022 machte Törzs, mittlerweile 88 Jahre alt, als Fotograf auf Instagram von sich reden.

## Filmografie
- 1969: Der Mann mit dem Glasauge
- 1969: Die Engel von St. Pauli
- 1969: Kim Philby war der dritte Mann (Fernsehfilm)
- 1970: Dem Täter auf der Spur – Froschmänner
- 1970: Hamburg Transit
- 1971: Tatort
  - 1971: Exklusiv!
  - 1971: Kressin und der tote Mann im Fleet
- 1972: Hoopers letzte Jagd
- 1972: Die Melchiors – Strauchritter auf der Messerstraße
- 1972: Hamburg Transit – Bitte, die Fahrkarten (TV-Serie)[17]
- 1973: Zinksärge für die Goldjungen
- 1974: Die schöne Marianne – Das Portrait
- 1975: Schaurige Geschichten
- 1977: Aus dem Logbuch der Peter Petersen
- 1978: PS – Brodzinski
- 1979: Timm Thaler (Fernsehserie)
- 1982/88/90/93–94: Schwarz-Rot-Gold
- 1994: Rotwang muß weg!

## Moderationen
- 1977–2004: Programm-Moderation NDR
- 1986: Kinder, wie die Zeit vergeht (SFB)
- 1990–1993: Lieder so schön wie der Norden (ARD)
- 1991–2001: Wünsch Dir was (NDR, ORB)
- 1996: Nonstop Comedy (NDR)
- 1999: Wünsch Dir was unterwegs (NDR, ORB)
- 2002: Schleswig-Holstein Musik Festival

- Jazz-Festival „Swinging Hamburg“

## Hörbücher
- Alberto Moravia: Der Neugierige Dieb (2007, edel)[18]
- Gebrüder Grimm: Frau Holle (2007, ko.libri)
- Lauter lustige Tiergeschichten 2 (ko.libri)
- Stau muss nicht langweilig sein (ko.libri)